# Trey Hardee
James "Trey" Hardee (Birmingham, 7 de fevereiro de 1984) é um atleta norte-americano, especialista no decatlo.
É bicampeão mundial em Berlim 2009 e Daegu 2011. Nos Jogos Olímpicos de Pequim 2008, estava em 4º lugar geral, quando não fez nenhuma marca válida no salto com vara, o que o eliminou da disputa por medalhas.
Em 2009, obteve a 9ª melhor marca da história do decatlo, fazendo 8790 pontos. À época, apenas 8 atletas haviam obtido melhores pontuações.